# Przemysław Czerniejewski
Przemysław Hubert Czerniejewski – polski inżynier, doktor habilitowany nauk biologicznych.

## Życiorys
W 1999 ukończył studia na kierunku rybactwo w Akademii Rolniczej w Szczecinie, w 2003 obronił pracę doktorską, w 2014 otrzymał stopień doktora habilitowanego. Pracuje w Zachodniopomorskim Uniwersytecie Technologicznym w Szczecinie.